# Andreu Robles
Andreu Robles (Carcaixent, 1684 – València 1764) va ser un arquitecte que s'emmarcà dins de l'estil barroc i que va treballar a la ciutat de València i rodalia.
Va ser encarregat de seguir les obres de la portada de la Catedral de València juntament amb Vicent Tosca a partir de 1713 després de la marxa a Àustria de Konrad Rudolf, qui l'havia iniciat. Va projectar els retaules barrocs de les església del Pilar, de San Bertomeu i de Sant Miquel a València, l'Església de San Pere Apòstol de Sueca i el de la capella de la comunió en el temple de La nostra Senyora de Torrent.